# Verbandsgemeinde Hermeskeil
La comunidad administrativa de Hermeskeil (Verbandsgemeinde) está ubicada en el Distrito de Tréveris-Saarburg en Renania-Palatinado, Alemania. La sede administrativa de la Verbandsgemeinde, que consta de la ciudad de Hermeskeil y otras doce municipios locales, se encuentra en Hermeskeil, que también es la sede del parque natural Saar-Hunsrück. Tiene participaciones territoriales en el parque nacional Hunsrück-Hochwald y, por lo tanto, se denomina Nationalparkverbandsgemeinde Hermeskeil.

## Municipios asociados
La lista contiene los escudos de armas, los nombres de los municipios, las áreas distritales, a modo de ejemplo las cifras de población de 1950, así como las cifras de población actuales:
| Municipio           | Área (km²) | Población (1950) | Población (31 de diciembre de 2019) |
| ------------------- | ---------- | ---------------- | ----------------------------------- |
| Bescheid            | 7,62       | 373              | 399                                 |
| Beuren (Tréveris)   | 18,50      | 897              | 925                                 |
| Damflos             | 5,31       | 515              | 62                                  |
| Geisfeld            | 8,87       | 471              | 483                                 |
| Grimburg            | 10,18      | 423              | 460                                 |
| Gusenburg           | 7,36       | 770              | 1.108                               |
| Hermeskeil (Ciudad) | 30,85      | 3.711            | 6.638                               |
| Hinzert-Pölert      | 4,85       | 407              | 301                                 |
| Naurath (Wald)      | 5,58       | 218              | 218                                 |
| Neuhütten           | 10,50      | 840              | 732                                 |
| Rascheid            | 8,05       | 494              | 461                                 |
| Reinsfeld           | 19,77      | 1.615            | 2.362                               |
| Züsch               | 8,04       | 317              | 595                                 |
| VG Hermeskeil       | 145,50     | 11.409           | 15.302                              |